# Майер, Юлиус Роберт фон
Ю́лиус Ро́берт фон Ма́йер (нем. Julius Robert von Mayer; 25 ноября 1814, Хайльбронн — 20 марта 1878) — немецкий медик и естествоиспытатель.

## Биография
Родился 25 ноября 1814 года в Хайльбронне, в семье немца-аптекаря. Изучал медицину в Тюбингене, Мюнхене и Париже.

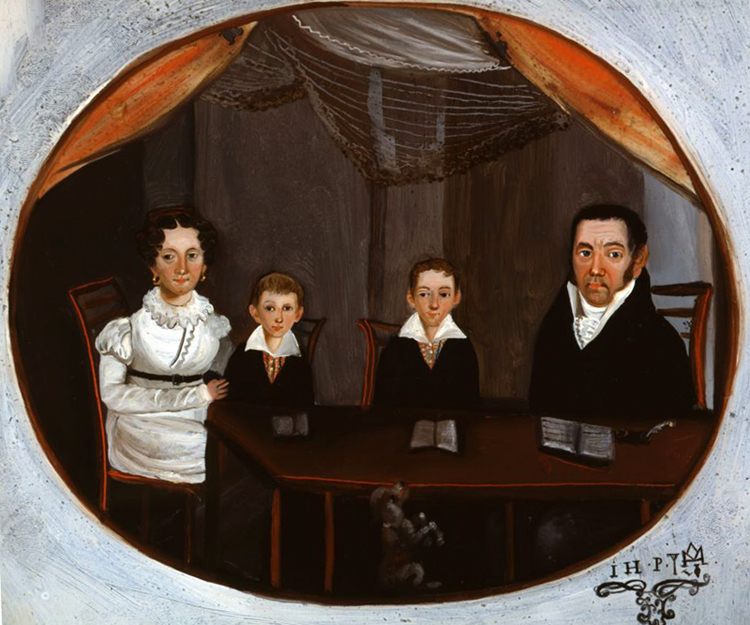
Семья Майер около 1820/25, изображены родители и двое из трех сыновей: вероятно, Карл Густав и Юлиус Роберт.

В 1840 году в качестве судового врача Майер совершил путешествие на остров Ява. Во время лечения матросов кровопусканием он обратил внимание на то, что венозная кровь у них была светлее, чем обычно бывает у людей в северных широтах, и приближалась по яркости к артериальной. «Кровь, выпускаемая из ручной вены, — заметил он, — отличалась такой необыкновенной краснотой, что, судя по цвету, я мог бы думать, что попал на артерию». Тогда Майер предположил, что «температурная разница между собственным теплом организма и теплом окружающей среды должна находиться в количественном соотношении с разницей в цвете обоих видов крови, то есть артериальной и венозной… Эта разница в цвете является выражением размера потребления кислорода или силы процесса сгорания, происходящего в организме». Говоря простым языком, по разнице в цвете крови можно понять, сколько кислорода потребил (т. е. сжёг) организм.
Благополучно прибыв в родной Хайльбронн, Майер в 1842 году опубликовал в журнале «Анналы химии и фармации» свою работу «Замечания о силах неживой природы». В ней он указал на эквивалентность затрачиваемой работы и производимого тепла и тем самым обосновал первый закон термодинамики; там же он впервые рассчитал, исходя из теоретических оснований, механический эквивалент тепла. Работа эта долго оставалась незамеченной, и лишь в 1862 году Р. Клаузиус и Дж. Тиндаль обратили внимание на это исследование Майера и на последующие его труды, полные местами не вполне точных, но весьма остроумных примеров и идей, касающихся закона сохранения энергии в неодушевлённой и одушевлённой природе: «Die organische Bewegung in ihrem Zusammenhang mit den Stoffwechsel» (Хайльбронн, 1848), «Beträge zur Dynamik des Himmels» (там же), «Bemerkungen über d. mechanischen Aequivalent der Wärme» (там же, 1851).
Осенью 1851 года Майер заболел воспалением мозга, в результате чего его поместили сначала в частный сумасшедший дом, а затем в казённую психиатрическую больницу с ужасным режимом. При этом сам учёный не считал себя душевнобольным. Имеются свидетельства того, что родственники насильно отправили его в сумасшедший дом, из которого он был выпущен в 1853 году.

## Наследие
Работы Майера собраны в изданиях «Naturwissenschaftliche Vorträge» (Штутгарт, 1871) и «Mechanic der Wärme» (Штутгарт, 1 изд., 1867; 2 изд., 1874). Оценка заслуг учёного в создании механической теории тепла в своё время вызвала ожесточенную полемику между Р. Клаузиусом, Дж. Тиндалем, Дж. Джоулем и Е. Дюрингом, что отражено в весьма пристрастном сочинении Дюринга «Robert M. der Galilei des XIX Jahrhunderts» (Хемниц, 1879), а также работах Клаузиуса «Wärmetheorie» (I) и Тиндаля «Теплота, рассматриваемая как род движения».